# Palencia
Palencia este un oraș nordspaniol și o comunitate (municipio) cu 78.412 locuitori (situația la 1 ianuarie 2019) în Provincia Palencia a Regiunii Autonome Castilia și León.